# 吳光龍
吳光龍（16世紀—17世紀），字用潛，廣東廣州府南海縣人，明朝政治人物。

## 生平
萬曆二十二年（1594年）甲午科舉人，三十二年（1604年）成進士，獲授餘干知縣，奸吏不敢放肆，徵稅不取盈餘，又建立水次倉方便解納，人們都佩服其遠見，調任永豐，處理政務一如在餘干，很快因父母去世回鄉。
吳光龍服闋後補任邢臺知縣，設法撫綏人民，考授江西道監察御史，巡鹽兩浙、釋放冤獄；很快補蒼梧道副使，當時流寇洗劫各縣，他就訓練兵馬準備。其後陞任尚寶司卿、太僕少卿，前往雲南宣詔，經過湖廣時患病去世。他在家時建立西疇莊賦詩，不理其他公事，又讓出家產，建立宗祠，獲得鄉人稱頌。

## 引用
1. ↑  《万历三十二年甲辰科进士履历便览》：吴光龙，礼部政，授江西余干知县，戊申丁忧，辛亥补邢台县，甲寅考选，戊午授江西道御史，巡盐，辛酉养病，壬戌三月起升山西副使，丙寅升广西副使，丁卯升尚宝司卿，己巳升太仆寺少卿。
2. 1 2  同治《南海縣志·卷三十八·列傳七》：吳光龍，字用潛，萬歷甲辰進士。授江西餘干令，裁決庶務，老奸斂手；徵課不取羨耗，建水次倉於省，以便里甲解納月課，諸生皆服其精識。移永豐，治一如餘干，未幾內艱去，服闋補北直邢臺；邑本瘠衝，加以水旱貧賦，逋奸宄竊發，光龍設法撫綏。考選江西道御史，多所建白，巡鹽兩浙，蠲逋課，以蘇竈丁清案牘以釋冤獄。旋外補蒼梧道副使，時馬剷竊發，流劫郡邑，光龍繕兵為備，陞尚寶司卿，歷太僕少卿，差賫滇詔，道出楚中遘疾卒。家居時闢西疇莊，賦詩談棊，片刺不入公門，至讓兄產，立宗祠，皆為鄉里所式云。 據郭志修
3. ↑  同治《南海縣志·卷二十·選舉表一》：吳光龍 進士……以上俱（萬曆）甲午科（舉人）